# 克莱西 (索恩-卢瓦尔省)
克莱西（法語：Clessy，法語發音：[klesi]）是法国索恩-卢瓦尔省的一个市镇，属于沙罗勒区。

## 地理
克莱西（46°33'28"N, 4°5'12"E）面积16.99 平方千米，位于法国勃艮第-弗朗什-孔泰大區索恩-卢瓦尔省，该省份为法国中部省份，北起顺时针与科多尔省、汝拉省、安省、罗讷省、卢瓦尔省、阿列省和涅夫勒省接壤。
与克莱西接壤的市镇（或旧市镇、城区）包括：格尼翁、沙西、阿鲁河畔里尼、圣樊尚-布拉尼。

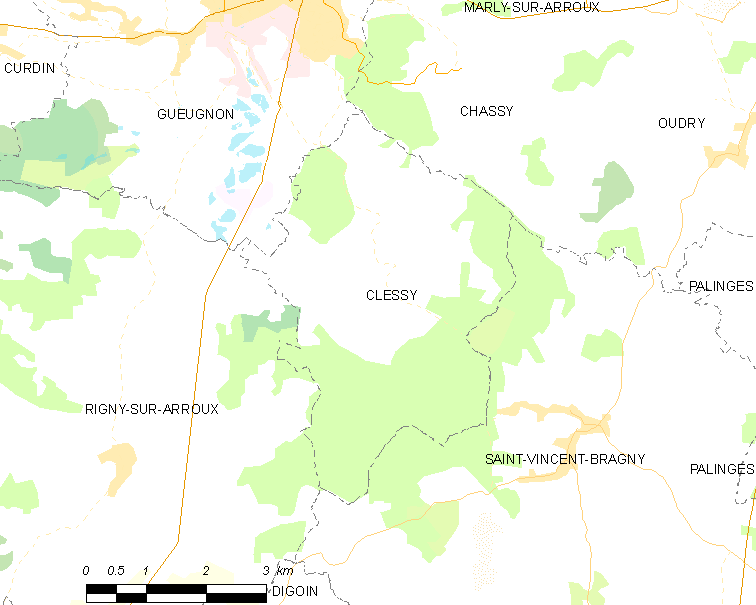
的OSM定位图

克莱西的时区为UTC+01:00、UTC+02:00（夏令时）。

## 行政
克莱西的邮政编码为71130，INSEE市镇编码为71136。

## 政治
克莱西所属的省级选区为格尼翁县。

## 人口

1962-2008年间人口变化图示

克莱西于2022年1月1日时的人口数量为276人。